# (13551) Gadsden
(13551) Gadsden est un astéroïde de la ceinture principale aréocroiseur.

## Description
(13551) Gadsden est un astéroïde aréocroiseur. Il présente une orbite caractérisée par un demi-grand axe de 2,52 UA, une excentricité de 0,43 et une inclinaison de 5,3° par rapport à l'écliptique.

## Compléments